# George Gordon, 15. Earl of Sutherland

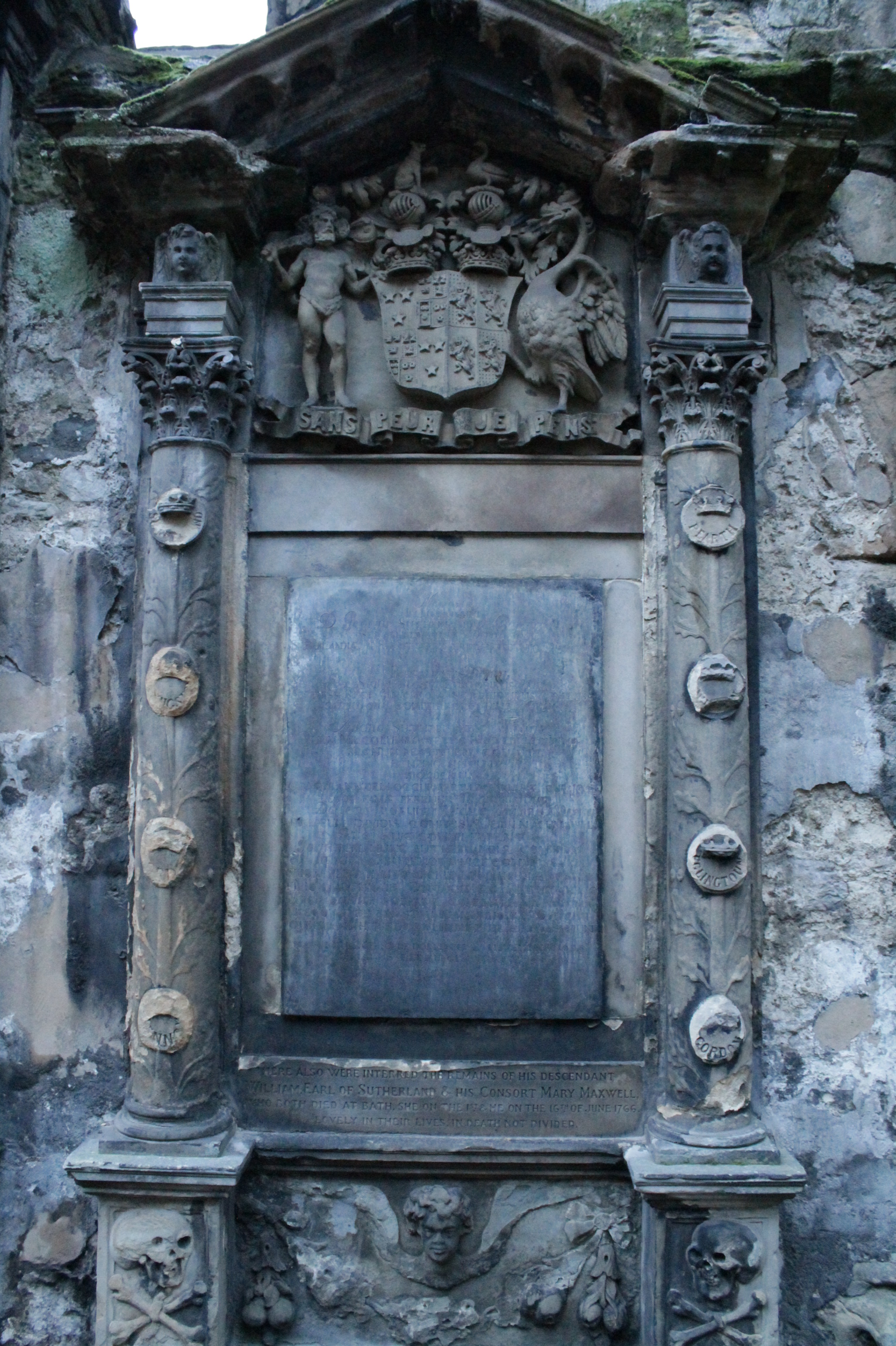
Grab 15th Earl of Sutherland in Holyrood Abbey

George Gordon, 15. Earl of Sutherland (* 2. November 1633 in Dornoch; † 4. März 1703) war ein schottischer Peer und Politiker.

## Leben
Er entstammte einer Nebenlinie des Clan Gordon und war der zweite Sohn des John Gordon, 14. Earl of Sutherland, aus dessen erster Ehe mit Lady Jean Drummond, Tochter des James Drummond, 1. Earl of Perth. Nachdem sein älterer Bruder John 1637 gestorben war, führte er als Heir apparent seines Vaters den Höflichkeitstitel Lord Strathnaver.
1662 übernahm er die Verwaltung der Ländereien seines Vaters. Beim Tod seines Vaters erbte er im Oktober 1679 dessen Adelstitel als Earl of Sutherland. Bereits im Juni 1680 übergab er die Verwaltung seiner Ländereien gegen eine jährliche Pacht von 8000 Merks seinem ältesten Sohn. In der Folgezeit bereiste er Kontinentaleuropa und lebte 1685 mit seiner Gattin in Rotterdam.
Anlässlich der Glorious Revolution kehrte er in seine Heimat zurück, womöglich sogar im Gefolge Wilhelms von Oranien. Am 14. März 1689 nahm er an der Sitzung des schottischen Parlaments teil, in der Maria II. und Wilhelm von Oranien als Monarchen anerkannt wurden. 1689 wurde er in den schottischen Kronrat aufgenommen und kommissarisch zum Lord Keeper of the Great Seal of Scotland ernannt.
Er starb 1703 und wurde in Holyrood Abbey bestattet.

## Ehen und Nachkommen
Er heiratete am 11. August 1659 Lady Jean Wemyss (1629–1715), Tochter des David Wemyss, 2. Earl of Wemyss. Mit ihr hatte er vier Kinder:
- John Sutherland, 16. Earl of Sutherland (1661–1733);
- Lady Anne Gordon (1663–1695) ⚭ Robert Arbuthnott, 3. Viscount of Arbuthnott;
- Lady Jean Gordon (1665–vor 1680);
- Hon. David Gordon (* 1670).

Bei seinem Tod erbte sein älterer Sohn John, der 1690 seinen Familiennamen zu „Sutherland“ geändert hatte, seinen Adelstitel.